# DR's Sprogpris
DR's Sprogpris er en pris, der går til medarbejdere fra DR's TV- eller radioprogrammer. Den uddeles hvert år og gives til personer, der bidrager udover det sædvanlige med "den gode stemme, et levende og varieret sprog samt en overordnet sproglig musikalitet, der samlet set giver den gode lytter-/seeroplevelse" og for at fremme udviklingen af det talte sprog og stimulere interessen for sprogbehandling i DR. Med prisen følger 10000 kr.
Prisen er blevet uddelt hvert år siden 1987. Vinderen bestemmes af en komite bestående af ansatte i DR, tidligere vindere og eksperter i lingvistik.

## Modtagere af prisen
| År   | Vinder                                                          | Begrundelse |
| ---- | --------------------------------------------------------------- | --- |
| 1987 | Ole Emil Riisager                                               | |
| 1988 | Frode Kristoffersen[kilde mangler]                              | |
| 1989 | Lis M. Frederiksen[kilde mangler]                               | |
| 1990 | Ole Meisner                                                     | |
| 1991 | Hans V. Bischoff                                                | |
| 1992 | Nina Høgsberg                                                   | "Nina Høgsberg er en fremragende udøver af det man kunne kalde det gedigne sprog. Hun er tydelig, præcis og korrekt, men aldrig tør." |
| 1993 | Halldor Sigurdsson                                              | |
| 1994 | Søren Ryge Petersen                                             | Andre har hyldet Søren Ryge Petersen for hans virksomhed på skrift og i æteren – vi gør det specielt for hans personlige sprogbrug. Den er på én gang spontan og velforberedt, den giver sig tid, men forfalder ikke til small talk, den er præcis og direkte – den når sit mål uden at være udspekuleret. Det derude får liv hos dem derinde. |
| 1995 | Ukendt                                                          | |
| 1996 | Steen Bostrup                                                   | |
| 1997 | Jesper Groth                                                    | |
| 1998 | Kurt Strand                                                     | |
| 1999 | Helge Baun Sørensen                                             | For den sproglige præsentation af musikudsendelser på P2 og for serien "Danmark kort" på P1. |
| 2000 | Ole Michelsen                                                   | |
| 2001 | Anders Agger                                                    | Som kreativ og overraskende tilrettelægger "hvilket sætter sig tydelige spor i hans behandling af sproget, som han overlegent og stilsikkert bruger til overrumplende indfald med uventede indgange til en historie." |
| 2002 | Marianne Germer                                                 | For perfekt og tidløs brug af det danske sprog, også som Frk. Klokken. |
| 2003 | Karen Secher                                                    | "Karen Sechers sprog er præget af stor musikalitet, billed- og detaljerigdom, og som vært sætter Karen Secher med sit sprog, sin stemme og sit nærvær, et personligt præg på P1's morgenflade. For hende flyder ord, sætninger og meningshelheder ubesværet i selv indholdsmæssigt, komplicerede sammenhænge. Med få velvalgte udtryk får Karen Secher lytterne til at forstå - og føle - den øjeblikkelige situation, hvad enten placeringen er i det globale samfund, eller vi skal skrues ned i øjenhøjde med børn, der skal begynde i første klasse. Hun forener troværdighed og klarhed med et lille smil i stemmen og er til stede uden at skygge for budskabet." |
| 2004 | Adrian Lloyd Hughes                                             | "For sikker, original og engageret sprogbehandling, som fastholder seerne i hans udsendelser." |
| 2005 | Claus Johansen                                                  | "Sin fortrinlige formidling, som både rummer megen humor og sproglig originalitet, hvortil kommer hans særlige evne for at vinkle historier og overraske os. Han bruger sin krøllede hjerne til at føre publikum ud på stier, der ikke betrædes hver dag. Med tungen i kinden kan han øse af sin store viden, ikke mindst om klassisk musik, og han giver meget ofte lytterne en anekdote, som de ikke vidste, at de savnede. Claus Johansen besidder en legende lethed, som slår igennem bag mikrofonen. Samtidigt er han dyb og troværdig." |
| 2006 | Anders Bech-Jessen                                              | "Han er et strålende eksempel på, at kvalitet, tilgængelighed, stilsikkerhed, personlighed, popularitet og gennemslagskraft kan trives i samme person og samme sproglige udtryk. Anders Bech-Jessen er et moderne mediemenneske med klassiske dyder." |
| 2007 | Jón Kaldan                                                      | For DR P1-udsendelserne Islams ansigter og Kristendommen i kød og blod. |
| 2008 | (Ikke uddelt)                                                   | |
| 2009 | Andreas Kraul                                                   | "Evnen til blot udrustet med sin stemme og sit sprog at give rigtig mange lyttere store oplevelser." |
| 2010 | Jette Beckmann                                                  | "Hendes evne til, med alle sprogets virkemidler, at have forvandlet trafikmeldingerne på P4 fra blot nyttig information til en uundværlig institution i mange storkøbenhavnske trafikanters hverdag." |
| 2011 | Nikolaj Sonne                                                   | Med en velovervejet dosering af det sproglige arsenal af lydord, metaforer, ironi og ansigtsudtryk, som Nikolaj Sonne besidder, formår han uge efter uge at formidle et stofområde så levende og præcist, at også seere uden forhåndsinteresse og indsigt i gadget-verdenen bliver hængende og ligefrem oplever, at de begynder at forstå, hvordan diverse elektroniske produkter fungerer." |
| 2012 | Jakob Stegelmann                                                | "Stegelmann respekterer sin målgruppe, og han taler aldrig ned til den. Tværtimod er han hverken indholdsmæssigt eller sprogligt bange for at udfordre seerne, og han slipper af sted med det, fordi han udstråler stor troværdighed og en ægte interesse for de emner, 'Troldspejlet' beskæftiger sig med." |
| 2013 | Esben Bjerre Hansen og Peter Falktoft Særpris til Kristian Leth | |
| 2014 | Bente Hansen                                                    | For bl.a. "løssluppenhed og præcision" i programmet Danmark Direkte. |
| 2015 | Matilde Kimer                                                   | "For evnen til at formidle sit stof med en intens enkelthed, der smitter og gør stoffet nærværende og forståeligt, båret af stor præcision i sprog og udtale". |
| 2016 | Signe Molde Særpris til Steffen Gram                            | ”At mestre den aktuelle satire, som Signe gør, er måske den vanskeligste disciplin. Det kræver politisk fingerspidsfornemmelse, viden om samfundsforhold og en upartisk, fordomsfri tilgang til gæster og materiale. Alt det formår Signe. Hun kan på diabolsk vis sætte kniven ind de steder, hvor det gør allermest ondt - til tider kan det være grusomt pinligt og akavet, og sekunder kan føles som timer. Men det er aldrig ondskabsfuldt.” |
| 2017 | Phillip Faber                                                   | ”Phillip Faber er en sjældenhed. Hans værtskab på scenen og på tv er præget af et helt usædvanligt overskud, der er båret af et uhyre tydeligt udtalt sprog, en dynamisk gestik og en smilende og appellerende mimik.” |
| 2018 | Anna Gaarslev                                                   | "For at formidle med stort nærvær og i et varieret sprog" |
| 2019 | Tore Leifer                                                     | "Tore Leifers mundtlige formidling har altid været præget af en fornem diktion og en sikker sprogsans. Han er en nærværende fortæller og interviewer, og man fornemmer, at sproglig omhu og præcision er en æressag. Det gælder også ved fremmedsprog, som Tore Leifer behersker imponerende mange af. Ud over at sikre korrekt udtale af navne og steder har det medført en rig variation af historier og interview med udenlandske forfattere og kunstnere, som DR’s lyttere har nydt godt af gennem årene" |
| 2020 | Niels Christian Lang                                            | "Fordi han med aldrig svigtende præcision og kreativitet formår at lægge så megen personlighed og autenticitet ind i Radioavisens tekster, hvor der ellers hersker et smalt sprogligt råderum, muligvis DR’s smalleste" |
| 2021 | Liv Thomsen                                                     | "Liv Thomsen er som tv-tilrettelægger i mere end en forstand en ægte historiefortæller. Fortidens stemmer har i hende en nutidig formidler, der med stor indlevelse og et varieret og billedskabende sprog taler direkte til os seere, så dansk kulturhistorie kommer til live og opleves relevant for mange." |
| 2022 | Annegerd Lerche Kristiansen                                     | "Annegerd Lerche Kristiansen skriver i et levende og fængende sprog, der samtidig er så klart og direkte, at komplekse historier bliver lette at forstå." |
| 2023 | Martin Grønne                                                   | "Martin Grønne skiller sig ud i disse år. I historiepodcasten Bakspejl er han trådt i karakter som en af DR’s mest originale og personlige fortællere. Med en nærmest intim stemmeføring formår han at udstyre selv voldsomme og rystende beretninger med en tone af fortrolighed, som både vækker tillid og ansporer til at følge med." |
| 2024 |                                                                 | |

## Særpris
Fire gange er der blevet uddelt en særpris.
I 2010 blev der desuden givet en særpris til Rasmus Botoft og Martin Buch fra Rytteriet for at have "tilført det danske sprog nye faste vendinger, som i øjeblikket høres hyppigt rundt i landet."
I 2013 blev der givet en særpris til Kristian Leth for hans serie om Wagners Nibelungens Ring på P2.
I 2014 modtog Ulla Abildtrup og Bodil Marsden fra DR's Ligetil en særpris for deres arbejde med at formidle nyheder til svage læsere.
I 2016 modtog Steffen Gram fra DR Nyheder Udland en særpris for hans "høje formidlingsevner".